# Eifelita
L'eifelita és un mineral de la classe dels silicats, que pertany al grup de l'osumilita. Anomenat així per la seva localitat tipus, a Eifel, Alemanya. Forma sèrie amb la roedderita.

## Característiques
L'eifelita és un silicat de fórmula química KNa₃Mg₄Si₁₂O30. Cristal·litza en el sistema hexagonal. La seva duresa a l'escala de Mohs és 5 a 6.
Segons la classificació de Nickel-Strunz, l'eifelita pertany a «09.CM - Ciclosilicats, amb dobles enllaços de 6 [Si₆O18]12- (sechser-Doppelringe)» juntament amb els següents minerals: armenita, brannockita, chayesita, darapiosita, oftedalita, merrihueïta, milarita, osumilita-(Mg), osumilita, poudretteïta, roedderita, sogdianita, sugilita, yagiïta, berezanskita, dusmatovita, shibkovita, almarudita, trattnerita i faizievita.

## Formació i jaciments
S'ha descrit en vesícules en xenòlits de gneiss en tefrites leucítiques afectades per metamorfisme de contacte. S'ha trobat associada a tridimita, hematites, pseudobrookita, piroxè, amfíbol, quars, sanidina.